# Leland (North Carolina)
Leland is een plaats (town) in de Amerikaanse staat North Carolina, en valt bestuurlijk gezien onder Brunswick County.

## Demografie
Bij de volkstelling in 2000 werd het aantal inwoners vastgesteld op 1938.
In 2006 is het aantal inwoners door het United States Census Bureau geschat op 4616, een stijging van 2678 (138.2%).

## Geografie
Volgens het United States Census Bureau beslaat de plaats een oppervlakte van
10,5 km², waarvan 10,4 km² land en 0,1 km² water. Leland ligt op ongeveer 18 m boven zeeniveau.

## Plaatsen in de nabije omgeving
De onderstaande figuur toont nabijgelegen plaatsen in een straal van 12 km rond Leland.

## Geboren in Leland (NC)
- Charlie Daniels (1936-2020), Amerikaans countryzanger